# IC 2058
IC 2058 је спирална галаксија у сазвјежђу Златна риба која се налази на листи објеката дубоког неба у Индекс каталогу.
Деклинација објекта је - 55° 55' 51" а ректасцензија 4h 17m 54,5s. Привидна величина (магнитуда) објекта IC 2058 износи 13,2 а фотографска магнитуда 13,9. Налази се на удаљености од 19,384 милиона парсека од Сунца. IC 2058 је још познат и под ознакама ESO 157-18, FGCE 387, AM 0416-560, IRAS 04168-5603, PGC 14824.